# Cybianthus minutiflorus
Cybianthus minutiflorus (Mez – gatunek roślin z rodziny pierwiosnkowatych (Primulaceae). Występuje naturalnie w Peru, Boliwii oraz Brazylii (w stanach Amazonas, Amapá, Pará, Roraima, Mato Grosso, Minas Gerais i São Paulo). 

## Morfologia
PokrójZimozielony krzew.
LiścieBlaszka liściowa ma odwrotnie jajowaty kształt. Mierzy 25 cm długości oraz 8 cm szerokości, jest całobrzega, ma klinową nasadę i spiczasty wierzchołek. Ogonek liściowy jest owłosiony i ma 30 mm długości.
KwiatyObupłciowe, zebrane w gronach wyrastających z kątów pędów. Mają 5 lub 6 działek kielicha o owalnym kształcie. Płatków jest 5 lub 6, są owalne.